# Carl Jorgensen
Carl Jorgensen, né le 12 septembre 1912, est un ancien arbitre danois de football.

## Carrière
Il a officié dans des compétitions majeures : 
- JO 1952 (1 match)
- Coupe du monde de football de 1958 (1 match)